# 劉宗紀
劉 宗紀（りゅう そうき、1887年または1888年 – 没年不詳）は、中華民国の軍人・政治家。北京政府では直隷派の陸軍将官として各職を歴任し、後に冀東防共自治政府に参加した。なお、本文注釈で後述するように、同時代の官僚である劉宗彝とは混同されやすいが、別人である。

## 事績
日本に留学し、陸軍士官学校第21期（中国第6期）を卒業した。帰国後は北京禁衛軍参謀、江蘇都督府（後に督軍署）参謀、馮国璋護衛司令、江西督軍参謀長、北京将軍府参軍を歴任している。
1924年（民国13年）から1927年（民国16年）にかけて、劉宗紀は孫伝芳の五省聯軍総司令部で参謀長を務め、孫が済南へ撤退した際には総参議に任命された。なお、1918年9月16日に陸軍少将、1924年10月4日に陸軍中将、1926年10月9日に陸軍上将へとそれぞれ昇進している。国民政府成立後の1935年（民国24年）、河北省政府主席・于学忠の下で保安処副処長になった。
冀東防共自治政府が成立した後の1936年（民国25年）1月、劉宗紀は自治政府保安処長に任命され、満洲国への修好使節となった秘書長兼外交処長・池宗墨に随従して新京へ向かった。1937年（民国26年）7月29日の通州事件勃発後、8月2日には劉は北平（北京）に在り、冀東防共自治政府臨時弁事処の治安組で執務を開始した。
以後、劉宗紀の行方は不詳である。